# Лубенська 2-га сотня
Лубенська Друга полкова сотня (сільська) — територіально-адміністративна і військова одиниця Лубенського та деякий час Миргородського полку Гетьманської України. Сотенний центр знаходився у місті Лубни.

## Історія
Сформувалася влітку 1648 року із козацького населення присілків та навколишніх сіл Лубен у складі Лубенського полку (1648—1649 pp.).
Від жовтня 1649 р. до жовтня 1658 р. входила до складу Миргородського полку.
Після відновлення Лубенського полку перебувала протягом 1658—1672 pp. в його складі. Реформою адмінустрою Лівобережжя, яку провів Іван Самойлович, другу сотню в Лубнах ліквідували, розподіливши територію і козаків між сусідніми сотнями.
1740 року сотню відновили у складі Лубенського полку, а 1782 р. разом з іншими ліквідована. Територія увійшла до Лубенського повіту Київського намісництва.

## Сотенна старшина

### Сотники
- Лещенко Устим (1649)
- Яким Устимович (1654)
- Логвинов Родіон (1657)
- Григорович Федина (? — 1659—1660 — ?)
- Плис Пилип (1671)
- Кирилов Сава (1672)
- Прийма Семен (1740)
- Савич Василь (1744)
- Проневич-Огронович Іван (1766, н.)
- Скиба Трохим (1767, н.)
- Радкевич Андрій (1768, н.)
- Скаржинський Михайло Михайлович (1765—1773)
- Билин Мусій (1773—1782).

### Отамани
- Прийма Леонтій Іванович (1731—1740 — ?)
- Онищенко Григорій (? — 1767—1768 — ?)
- Онищенко Іван (1771—1775 — ?)
- Сільванський Павло (1777—1780 — ?)

### Писарі
- Безкровний Михайло Павлович (? — 1740 — ?)
- Онищенко Іван (1766—1771)

### Осавули
- Циба Андрій (? — 1767 — ?)
- Лоций Тиміш (1773—1777 — ?)

### Хорунжі
- Скиба Герасим (? — 1740 — ?)
- Лоций Тиміш (1772—1774)
- Сабадаш Григорій (1774—1777 — ?)
- Панченко Омелян (1779—1780 — ?)

## Населені пункти
Воронинці, село; В'язовець, село; Єрківці, село; Засулля, село; Кононівка, село; Нижній Булатець, село; Піски, село; Пулинці, село; П'ятигірці, село; Тернів, село; Хорошки, село. Хутори: хутір козаків Несинів (нині Несено-Іржавець «Несунівка» Оржицького району) (згадується в Описах Київського Намісництва за 1781 рік), в урочищі Богачки; біля р. Бочок; в урочищі Войнихи; біля с Матяшівки; біля р. Сліпороду; біля с. Хорольські Колодязі; біля с. Хорошки; Черевки, село; Чуднівці, село; Шершнівка, село.

## Опис 2-ї Лубенської сотні
За описом Київського намісництва 1781 року наявні наступні дані про кількість сіл та населення Другої Лубенської сотні напередодні ліквідації:
| Населені пункти 2-ї Лубенської сотні                                                           | Дворян і шляхетства | Різночинців | Духовенства | Церковників | Греків | Хат              | Хат                   | Хат   | Хат                                        | Хат                                                           | Всього | Всього                             |
| ---------------------------------------------------------------------------------------------- | ------------------- | ----------- | ----------- | ----------- | ------ | ---------------- | --------------------- | ----- | ------------------------------------------ | ------------------------------------------------------------- | ------ | ---------------------------------- |
| Населені пункти 2-ї Лубенської сотні                                                           | Дворян і шляхетства | Різночинців | Духовенства | Церковників | Греків | козаків виборних | козаків підпомічників | міщан | посполитих коронних, в тому числі рангових | посполитих власницьких, різночинських і козацьких підсусідків | хат    | за останньою 1764 року ревізії душ |
| Відійшли до Лубенського повіту (Київського намісництва):                                       |                     |             |             |             |        |                  |                       |       |                                            |                                                               |        |                                    |
| село Піски                                                                                     | —                   | —           | 1           | 2           | —      | 3                | 6                     | —     | —                                          | 121                                                           | 130    | —                                  |
| село Засулля                                                                                   | 1                   | 2           | 2           | 3           | —      | 56               | 82                    | —     | 39                                         | 99                                                            | 276    | —                                  |
| село Шершнівка                                                                                 | —                   | —           | 2           | 1           | —      | 131              | 77                    | —     | —                                          | 30                                                            | 238    | —                                  |
| село Єрківці                                                                                   | —                   | 1           | 2           | 2           | —      | 99               | 47                    | —     | 3                                          | 27                                                            | 176    | —                                  |
| село Святопокровська Багачка                                                                   | —                   | —           | 1           | 1           | —      | —                | —                     | —     | —                                          | 113                                                           | 113    | —                                  |
| село Березняки                                                                                 | 1                   | 4           | 1           | 1           | —      | 83               | 13                    | —     | —                                          | 72                                                            | 168    | —                                  |
| селище П'ятигірці                                                                              | 2                   | 2           | —           | —           | —      | 36               | 20                    | —     | 4                                          | 19                                                            | 79     | —                                  |
| село В'язівок                                                                                  | —                   | 3           | 2           | 1           | —      | 52               | 39                    | —     | —                                          | 110                                                           | 201    | —                                  |
| селище Чуднівці                                                                                | —                   | 1           | —           | —           | —      | 52               | 26                    | —     | —                                          | 11                                                            | 89     | —                                  |
| село Кононівка                                                                                 | —                   | 2           | 1           | 1           | —      | 90               | 17                    | —     | —                                          | 33                                                            | 140    | —                                  |
| село Нижній Булатець                                                                           | —                   | 2           | 1           | 2           | —      | 55               | 36                    | —     | —                                          | 32                                                            | 123    | —                                  |
| селище Осовці                                                                                  | —                   | —           | —           | —           | —      | 12               | 7                     | —     | —                                          | 13                                                            | 32     | —                                  |
| селище Терни                                                                                   | —                   | —           | —           | —           | —      | —                | —                     | —     | —                                          | 30                                                            | 30     | —                                  |
| село Воронинці                                                                                 | —                   | 1           | 1           | 1           | —      | 90               | 41                    | —     | —                                          | 38                                                            | 169    | —                                  |
| село Черевки                                                                                   | —                   | —           | 1           | 1           | —      | 83               | 86                    | —     | —                                          | 18                                                            | 187    | —                                  |
| село Хорошки                                                                                   | —                   | 1           | 2           | 2           | —      | 61               | 25                    | —     | —                                          | 71                                                            | 157    | —                                  |
| село Пулинці                                                                                   | 2                   | 1           | —           | —           | —      | 52               | 19                    | —     | —                                          | 32                                                            | 103    | —                                  |
| 1. хутір козака Макаренка                                                                      | —                   | —           | —           | —           | —      | 1                | —                     | —     | —                                          | 1                                                             | 1      | —                                  |
| 2. хутір козака Штатського                                                                     | —                   | —           | —           | —           | —      | 1                | —                     | —     | —                                          | 1                                                             | 1      | —                                  |
| 3. хутори 4. судді полкового Назарського                                                       | —                   | —           | —           | —           | —      | —                | —                     | —     | —                                          | 7                                                             | 7      | —                                  |
| 5. хутори 6. возного Назаревського                                                             | —                   | —           | —           | —           | —      | —                | —                     | —     | —                                          | 6                                                             | 6      | —                                  |
| 7. хутір сотника Павловського                                                                  | —                   | —           | —           | —           | —      | —                | —                     | —     | —                                          | 6                                                             | 6      | —                                  |
| 8. хутір обозного полкового Кулябки                                                            | —                   | —           | —           | —           | —      | —                | —                     | —     | —                                          | 1                                                             | 1      | —                                  |
| 9. хутір козака Колѣсника                                                                      | —                   | —           | —           | —           | —      | —                | —                     | —     | —                                          | 1                                                             | 1      | —                                  |
| 10. хутір поштмейстра Ореховського                                                             | —                   | —           | —           | —           | —      | —                | —                     | —     | —                                          | 1                                                             | 1      | —                                  |
| 11. хутір Осовецький                                                                           | —                   | —           | —           | —           | —      | —                | —                     | —     | —                                          | 9                                                             | 9      | —                                  |
| 12. хутір підкоморного Ограновича                                                              | —                   | —           | —           | —           | —      | —                | —                     | —     | —                                          | 34                                                            | 34     | —                                  |
| 13. хутір судді земськогоа Кулябки                                                             | —                   | —           | —           | —           | —      | —                | —                     | —     | —                                          | 3                                                             | 3      | —                                  |
| 14. хутір осавула полкового Пѣщанського, сотенного хорунжого і козаків Макаренків з товаришами | —                   | —           | —           | —           | —      | 2                | 1                     | —     | —                                          | 20                                                            | 23     | —                                  |
| 15. хутір хорунжого сотенного Власова                                                          | —                   | —           | —           | —           | —      | —                | —                     | —     | —                                          | 2                                                             | 2      | —                                  |
| 16. хутір козаків Власових                                                                     | —                   | —           | —           | —           | —      | 2                | —                     | —     | —                                          | 3                                                             | 5      | —                                  |
| 17. хутір посполитого рангового Тарасика                                                       | —                   | —           | —           | —           | —      | —                | —                     | —     | 2                                          | —                                                             | 2      | —                                  |
| 18. хутір значкового товариша Величка                                                          | —                   | —           | —           | —           | —      | —                | —                     | —     | —                                          | 2                                                             | 2      | —                                  |
| 19. хутір протопіпа Ореховського                                                               | —                   | —           | —           | —           | —      | —                | —                     | —     | —                                          | 1                                                             | 1      | —                                  |
| 20. хутір козака Холодненка                                                                    | —                   | —           | —           | —           | —      | 1                | —                     | —     | —                                          | —                                                             | 1      | —                                  |
| 21. хутір квартирмейстерші Приминої                                                            | —                   | —           | —           | —           | —      | —                | —                     | —     | —                                          | 2                                                             | 2      | —                                  |
| 22. хутір козака Котляра                                                                       | —                   | —           | —           | —           | —      | —                | —                     | —     | —                                          | 4                                                             | 4      | —                                  |
| 23. хутір осавула полкового Прийми                                                             | —                   | —           | —           | —           | —      | —                | —                     | —     | —                                          | 8                                                             | 8      | —                                  |
| 24. хутір квартирмейстерші Приминої                                                            | —                   | 1           | —           | —           | —      | —                | —                     | —     | —                                          | 16                                                            | 16     | —                                  |
| 25. хутір отамана Прийми                                                                       | —                   | 1           | —           | —           | —      | —                | —                     | —     | —                                          | 7                                                             | 7      | —                                  |
| 26. хутір військового товариша Стефанова з братами                                             | —                   | —           | —           | —           | —      | —                | —                     | —     | —                                          | 18                                                            | 18     | —                                  |
| 27. хутір отамана Лецика                                                                       | —                   | 1           | —           | —           | —      | —                | —                     | —     | —                                          | 11                                                            | 11     | —                                  |
| 28. хутір отамана і козака Собадашів                                                           | —                   | 1           | —           | —           | —      | —                | —                     | —     | —                                          | 11                                                            | 11     | —                                  |
| 29. хутір бунчукового товариша Кулябки                                                         | —                   | —           | —           | —           | —      | —                | —                     | —     | —                                          | 13                                                            | 13     | —                                  |
| 30. хутір отамана Корнѣεвича                                                                   | —                   | —           | —           | —           | —      | —                | —                     | —     | —                                          | 5                                                             | 5      | —                                  |
| 31. хутір військового товариша Івахненка                                                       | —                   | —           | —           | —           | —      | —                | —                     | —     | —                                          | 8                                                             | 8      | —                                  |
| 32. хутір козаків Несинів                                                                      | —                   | —           | —           | —           | —      | 5                | —                     | —     | —                                          | 1                                                             | 6      | —                                  |
| 33. хутір статського радника Полторацького                                                     | —                   | —           | —           | —           | —      | —                | —                     | —     | —                                          | 2                                                             | 2      | —                                  |
| 34. хутір капітана Кулябки                                                                     | —                   | —           | —           | —           | —      | —                | —                     | —     | —                                          | 6                                                             | 6      | —                                  |
| 35. хутір Лубенського монастиря                                                                | —                   | —           | —           | —           | —      | —                | —                     | —     | —                                          | 2                                                             | 2      | —                                  |
| 36. хутір полковника Новицького                                                                | —                   | —           | —           | —           | —      | —                | —                     | —     | —                                          | 3                                                             | 3      | —                                  |
| 37. хутір військового товариша Новицького                                                      | —                   | —           | —           | —           | —      | —                | —                     | —     | —                                          | 4                                                             | 4      | —                                  |
| 38. хутір капітана і військового товариша Левицьких                                            | —                   | —           | —           | —           | —      | —                | —                     | —     | —                                          | 7                                                             | 7      | —                                  |
| 39. хутір бунчукових товаришів і кадета Новицьких                                              | —                   | —           | —           | —           | —      | —                | —                     | —     | —                                          | 5                                                             | 5      | —                                  |
| 40. хутір Броварківський                                                                       | —                   | —           | —           | —           | —      | —                | —                     | —     | —                                          | 3                                                             | 3      | —                                  |
| 41. хутір сотника Шостака                                                                      | —                   | —           | —           | —           | —      | —                | —                     | —     | —                                          | 2                                                             | 2      | —                                  |
| 42. хутір бунчукового товариша Андрія Новицького                                               | —                   | —           | —           | —           | —      | —                | —                     | —     | —                                          | 7                                                             | 7      | —                                  |
| 43. хутір бунчукового товариша Кулябки                                                         | —                   | —           | —           | —           | —      | —                | —                     | —     | —                                          | 7                                                             | 7      | —                                  |
| 44. хутір секунд-майор Фонсиверса Балки                                                        | —                   | —           | —           | —           | —      | —                | —                     | —     | —                                          | 3                                                             | 3      | —                                  |
| 45. хутір священика Душки                                                                      | —                   | —           | —           | —           | —      | —                | —                     | —     | —                                          | 1                                                             | 1      | —                                  |
| 46. хутори 47. Лубенського монастиря                                                           | —                   | —           | —           | —           | —      | —                | —                     | —     | —                                          | 24                                                            | 24     | —                                  |
| 48. хутір осавула полкового Криштафовича                                                       | —                   | —           | —           | —           | —      | —                | —                     | —     | —                                          | 1                                                             | 1      | —                                  |
| 49. хутір бунчукового товариша Ореховського жінки                                              | —                   | —           | —           | —           | —      | —                | —                     | —     | —                                          | 9                                                             | 9      | —                                  |
| 50. хутір осавула полкового Криштафовича                                                       | —                   | —           | —           | —           | —      | —                | —                     | —     | —                                          | 2                                                             | 2      | —                                  |
| 51. хутір протопіпа Барвінського                                                               | —                   | —           | —           | —           | —      | —                | —                     | —     | —                                          | 1                                                             | 1      | —                                  |
| 52. хутір військового товариша Ореховського                                                    | —                   | —           | —           | —           | —      | —                | —                     | —     | —                                          | 2                                                             | 2      | —                                  |
| 53. хутір протопіпа Барвинського (нині Барвінщина?)                                            | —                   | —           | —           | —           | —      | —                | —                     | —     | —                                          | 11                                                            | 11     | —                                  |
| 54. хутір майора Кулябки                                                                       | —                   | —           | —           | —           | —      | —                | —                     | —     | —                                          | 29                                                            | 29     | —                                  |
| 55. хутори 56. капітана Кулябки                                                                | —                   | —           | —           | —           | —      | —                | —                     | —     | —                                          | 13                                                            | 13     | —                                  |
| 57. хутір осавула полкового Мартоса                                                            | —                   | —           | —           | —           | —      | —                | —                     | —     | —                                          | 10                                                            | 10     | —                                  |
| 58. хутір полковника Кулябки                                                                   | —                   | —           | —           | —           | —      | —                | —                     | —     | —                                          | 1                                                             | 1      | —                                  |
| 59. хутір Матяшівський, козаків Рибок                                                          | —                   | —           | —           | —           | —      | 4                | —                     | —     | —                                          | —                                                             | 4      | —                                  |
| 60. хутір військового товариша Васенка                                                         | —                   | —           | —           | —           | —      | —                | —                     | —     | —                                          | 1                                                             | 1      | —                                  |
| 61. хутір полковниці Кулябкиної                                                                | —                   | —           | —           | —           | —      | —                | —                     | —     | —                                          | 5                                                             | 5      | —                                  |
| 62. хутір полкового писаря Кондратковського                                                    | —                   | —           | —           | —           | —      | —                | —                     | —     | —                                          | 9                                                             | 9      | —                                  |
| 63. хутір козака Гармаша                                                                       | —                   | —           | —           | —           | —      | 5                | —                     | —     | —                                          | —                                                             | 5      | —                                  |
| 64. хутір Кривохвостий                                                                         | —                   | —           | —           | —           | —      | —                | —                     | —     | —                                          | 7                                                             | 7      | —                                  |
| 65. хутір намісника Александровича                                                             | —                   | —           | —           | —           | —      | —                | —                     | —     | —                                          | 2                                                             | 2      | —                                  |
| 66. хутір Матяшівський судді полкового Назарського                                             | —                   | —           | —           | —           | —      | —                | —                     | —     | —                                          | 5                                                             | 5      | —                                  |
| 67. хутір військового товариша Стефанова                                                       | —                   | —           | —           | —           | —      | —                | —                     | —     | —                                          | 3                                                             | 3      | —                                  |
| 68. хутір осавула полкового і сотника Значків                                                  | —                   | —           | —           | —           | —      | —                | —                     | —     | —                                          | 11                                                            | 11     | —                                  |
| 69. хутір значкового товариша Ющенка                                                           | —                   | —           | —           | —           | —      | —                | —                     | —     | —                                          | 3                                                             | 3      | —                                  |
| 70. хутір військового товариша Запорозького                                                    | —                   | —           | —           | —           | —      | —                | —                     | —     | —                                          | 4                                                             | 4      | —                                  |
| 71. хутір ранговий полковника Максимовича                                                      | —                   | —           | —           | —           | —      | —                | —                     | —     | 1                                          | —                                                             | 1      | —                                  |
| 72. хутір судді полкового Назарського                                                          | —                   | —           | —           | —           | —      | —                | —                     | —     | —                                          | 2                                                             | 2      | —                                  |
| 73. хутори 74. полковниці Кулябкиної                                                           | —                   | —           | —           | —           | —      | —                | —                     | —     | —                                          | 7                                                             | 7      | —                                  |
| 75. хутір намісника Александровича                                                             | —                   | —           | —           | —           | —      | —                | —                     | —     | —                                          | 1                                                             | 1      | —                                  |
| 76. хутір військового товариша Волковецького                                                   | —                   | —           | —           | —           | —      | —                | —                     | —     | —                                          | 1                                                             | 1      | —                                  |
| 77. хутір козака Назаренка                                                                     | —                   | —           | —           | —           | —      | —                | —                     | —     | —                                          | 1                                                             | 1      | —                                  |
| 78. хутір козака Зінченка                                                                      | —                   | —           | —           | —           | —      | —                | —                     | —     | —                                          | 2                                                             | 2      | —                                  |
| 79. хутір сотника Значка                                                                       | —                   | —           | —           | —           | —      | —                | —                     | —     | —                                          | 3                                                             | 3      | —                                  |
| 80. хутори 81. військового товариша Кучера                                                     | —                   | —           | —           | —           | —      | —                | —                     | —     | —                                          | 8                                                             | 8      | —                                  |
| 82. хутір майора Кулябки                                                                       | —                   | —           | —           | —           | —      | —                | —                     | —     | —                                          | 2                                                             | 2      | —                                  |
| 83. хутір поручника Плеханова                                                                  | —                   | —           | —           | —           | —      | —                | —                     | —     | —                                          | 3                                                             | 3      | —                                  |
| 84. хутір полкового канцеляриста Крошмаля                                                      | —                   | —           | —           | —           | —      | —                | —                     | —     | —                                          | 2                                                             | 2      | —                                  |
| 85. хутір полкового канцеляриста Білого                                                        | —                   | —           | —           | —           | —      | —                | —                     | —     | —                                          | 7                                                             | 7      | —                                  |
| 86. хутір возного Федосєєва                                                                    | —                   | —           | —           | —           | —      | —                | —                     | —     | —                                          | 3                                                             | 3      | —                                  |
| 87. хутір священика Діжечки                                                                    | —                   | —           | —           | —           | —      | —                | —                     | —     | —                                          | 2                                                             | 2      | —                                  |
| 88. хутір значкового товариша Величка                                                          | —                   | —           | —           | —           | —      | —                | —                     | —     | —                                          | 2                                                             | 2      | —                                  |
| 89. хутір майора Кулябки Шимківщина                                                            | —                   | —           | —           | —           | —      | —                | —                     | —     | —                                          | 7                                                             | 7      | —                                  |
| 90. хутір надвірного радника Алексєєва                                                         | —                   | —           | —           | —           | —      | —                | —                     | —     | —                                          | 2                                                             | 2      | —                                  |
| 91. хутір майора Кулябки і поручника Плеханова                                                 | —                   | —           | —           | —           | —      | —                | —                     | —     | —                                          | 16                                                            | 16     | —                                  |
| 92. хутір сотника Корнієвича і військового товариша Ограновича                                 | —                   | —           | —           | —           | —      | —                | —                     | —     | —                                          | 17                                                            | 17     | —                                  |
| 93. хутір козаків Сапенків                                                                     | —                   | —           | —           | —           | —      | 4                | —                     | —     | —                                          | 1                                                             | 5      | —                                  |
| 94. хутір козака Вдовченка                                                                     | —                   | —           | —           | —           | —      | 2                | —                     | —     | —                                          | —                                                             | 2      | —                                  |
| 95. хутір капітана Кулябки                                                                     | —                   | —           | —           | —           | —      | —                | —                     | —     | —                                          | 2                                                             | 2      | —                                  |
| 96. хутір поручника Плеханова                                                                  | —                   | —           | —           | —           | —      | —                | —                     | —     | —                                          | 2                                                             | 2      | —                                  |
| Всього у сотні 2-й Лубенській                                                                  | 6                   | 24          | 17          | 18          | —      | 982              | 542                   | —     | 49                                         | 1361                                                          | 2934   | 6951                               |